# Sean Cameron
Sean Cameron est un footballeur international guyanien, né le 26 janvier 1985 à Brooklyn aux États-Unis.
Il a été sélectionné à plusieurs reprises en sélection nationale de Guyana.

## Carrière
- 2007-2008 : Miami FC  États-Unis
- 2008 : Atlanta Silverbacks  États-Unis
- 2009 : Pittsburgh Riverhounds  États-Unis[1]